# Silver Lake (Mojave)
Koordinaten: 35° 20′ 16,8″ N, 116° 6′ 32″ W
Der Silver Lake ist ein trockengefallenes Seebett in der Mojave-Wüste. Es handelt sich heute um eine Playa. Es liegt im San Bernardino County an der Interstate 15. Der Silver Lake liegt im Schutzgebiet des Mojave National Preserve.

## Geologie

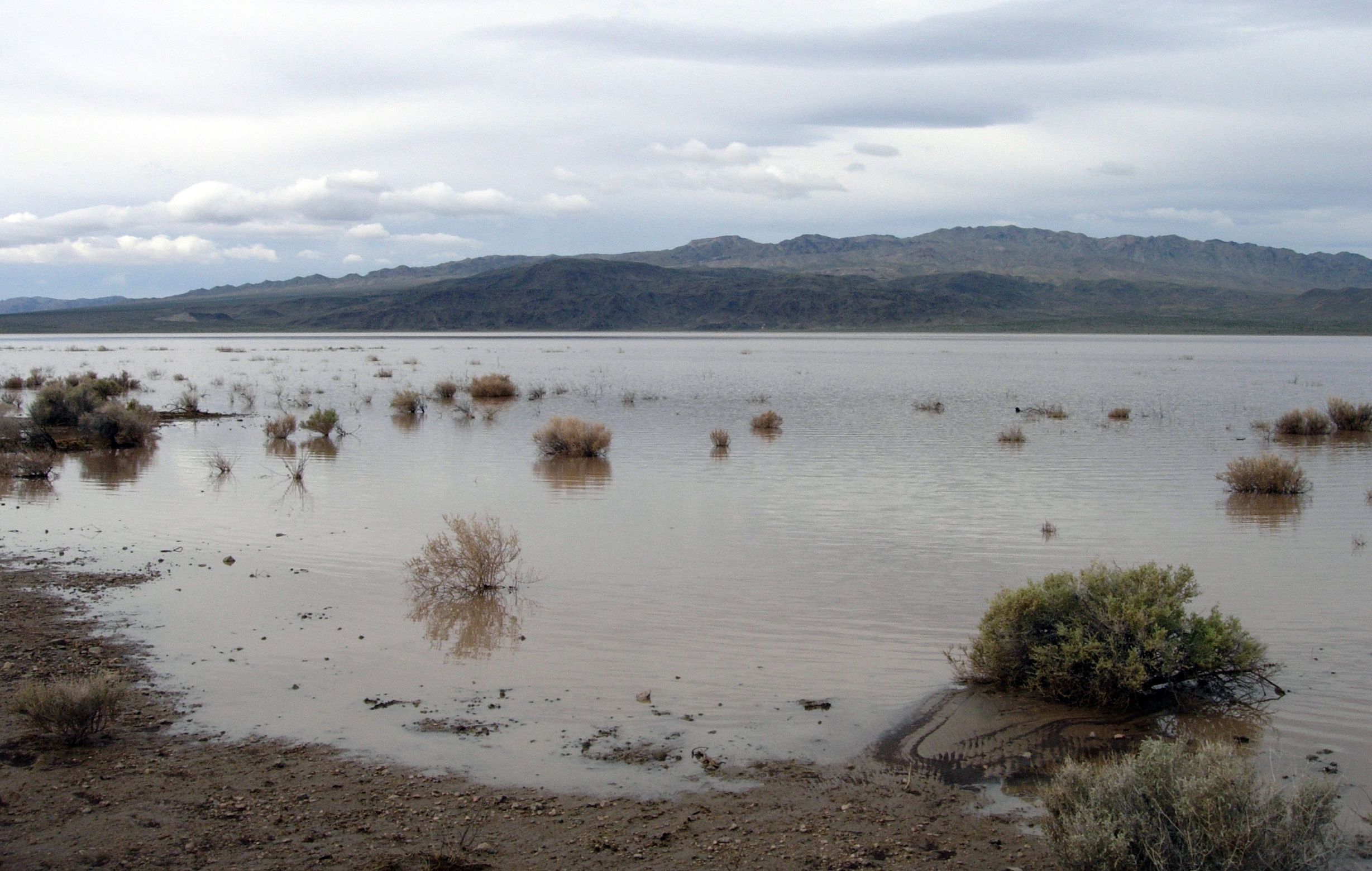
Silver Lake, nachdem sich im sehr feuchten Winter 2004/2005 Niederschlagswasser gesammelt hat.

Der Silver Lake gehörte während der letzten Eiszeit und des damals wesentlich feuchteren Klimas vor etwa 15.000 Jahren zum Mojave-See. Dieser See gehörte zum Flusssystem des Mojave Rivers.  Vor etwa 15.000 Jahren Zeit gab es starke Schneefälle in den San Bernardino Mountains, die sogar zur Bildung einiger Gletscher führten. Das Schmelzwasser speiste den Mojave River, der durch den prähistorischen Lake Manix den Soda Lake südlich von Baker und dann den Silver Lake nördlich von Baker füllte. Von dort floss der Mojave weiter in das Death Valley. Um die Schwelle nördlich der heutigen Playa zu überwinden, musste der Silver Lake mindestens 11 Meter (36 Fuß) tief gewesen sein. Heute füllt sich die Playa nur zeitweise mit Regenwasser, etwa drei Meter (10 Fuß) wurden beobachtet. Dieser historische Höhepunkt wurde 1916 verzeichnet. Im Gegensatz zu anderen Playas, etwa dem nahen Soda Lake, haben sich im Silver Lake keine Salzkrusten gebildet.

## Geisterstadt
Ab 1907 bildete sich auf dem Gebiet des Silver Lake eine kleine Siedlung um eine 1940 endgültig aufgegebene Bahnstation.

## Mars Rover
Das Gelände von Silver Lake wurde 1999 erfolgreich als Testgelände für einen Mars Rover genutzt.